# صالح بن مسلم الباهلي
صالح بن مسلم بن عمرو بن الحصين الباهلي أخو قتيبة بن مسلم أبوهما مسلم بن عمرو وكنيته أبو صالح، مما يدل على أن صالحا أكبر من قتيبة أخوه.

## جهاده
كان مع قتيبة حينما ولاه الحجاج ولاية خراسان سنة 86هـ/704م. فبعد أن استعاد قتيبة طخارستان إنصرف إلى مرو فاستخلف على الجند أخاه صالحا، ففتح صالح مناطق فرغانة وكاشان وأورشت وأخسيكث بما وراء النهر.
وفي عام 91هـ/709م سار قتيبة إلى مدينة شومان -في ما وراء النهر- لتأديب ملكها الذي طرد عامله بالمدينة، فلما أتاه أرسل أخاه صالحا إلى ملكها حيث كان صالح صديقا للملك، فأمره بالطاعة وضمن له رضا قتيبة إن رجع إلى الصلح، فرفض الملك قائلا:«أتخوفني من قتيبة، وأنا أمنع الملوك حصنا؟» فأتاه قتيبة ووضع عليه المناجيق ورمى الحصن فهشمه. فلما رأى الملك ذلك خاف أن يظهر عليه قتيبة، فجمع مافي الحصن من در وجوهر وأموال ورمى بها في بئر بالقلعة لا تدرك، ثم فتح باب القلعة وخرج إلى المسلمين فقاتلهم حتى قتل.
وفي سنة 93هـ/711م قصد قتيبة الصغد بعد أن صالح ملك خوارزم، فأمدا ملكا الشاش وفرغانة أهل الصغد وأرسلا إليهم: «أشغلوهم حتى نبيت عسكرهم، وانتخبوا من أبناء الملوك والمرازبة والأساورة وأن يأتوهم معسكر قتيبة ويبتوه لأنه مشغول بحصار سمرقند». فبلغ قتيبة الخبر، فاختار ستمئة وقيل أربعمئة رجل وأمرهم أخوه صالحا عليهم. فسار صالح بعسكره حتى نزل ‘لى فرسخين من العدو، ثم فرق خيله ثلاث فرق: جعل كمينين في موضعين وأقام هو مع رجاله على قارعة الطريق. فلما اقترب جند العدو شد عليهم صالح برجاله، حتى إذا اختلفت الرماح بينهم خرج الكمينان عليهم فقضى على الجنود بأكملهم.

## مقتله
عندما ثار قتيبة على الخليفة سليمان بن عبد الملك تآلبت عليه الناس، فأرسل صالحا إلى حشود الناس الناقمة، فرماه أحدهم فأصاب رأسه، فحمل إلى قتيبة فجلس عنده ساعة حتى مات، وكان مقتله في فرغانة وقد قتل معه بعض أخوته وأهله ومن بينهم أخاه قتيبة. وكان ذلك سنة 96هـ/715م.